# Средняя Ольшанка (Белгородская область)
Средняя Ольшанка — хутор в Прохоровском районе Белгородской области. Входит в состав Береговского сельского поселения.

## География
Находится в северной части Белгородской области, в лесостепной зоне, в пределах юго-западного склона Среднерусской возвышенности, на левом берегу реки Псёл, на расстоянии примерно 4 километров (по прямой) к северо-западу от Прохоровки, административного центра района. Абсолютная высота — 213 метров над уровнем моря.

### Климат
Климат характеризуется как умеренно континентальный, с относительно мягкой зимой и тёплым продолжительным летом. Среднегодовая температура воздуха — 5,4 °C. Средняя температура воздуха самого холодного месяца (января) — −9,2 °C; самого тёплого месяца (июля) — 16,4 — 24,3 °C. Безморозный период длится в среднем 155—160 дней. Годовое количество атмосферных осадков — 527—595 мм, из которых большая часть выпадает в тёплый период.

### Часовой пояс
Хутор Средняя Ольшанка как и вся Белгородская область, находится в часовой зоне МСК (московское время). Смещение применяемого времени относительно UTC составляет +3:00.

## История
Основана не позднее 1830-х годов выходцами из села Средняя Ольшанка Обоянского уезда.
Также он имел название Запсельский.
Ближайший приход был в Покровской церкви села Березовый колодец Обоянского уезда. Церковь была построена в 1791 году. При ней располагалась школа грамоты. В 1880-е года была организована школа в Средней Ольшанке.
С приходом Советской власти в 1930-х годах в хуторе образован колхоз «Красный партизан». В 1954 году Средняя Ольшанка вошла в Береговской сельский Совет Прохоровского района Белгородской области. 
В 1958 году был построен клуб. 
В 1960-х годах открылся магазин. 

## Население
| 2002 | 2010 |
| ---- | ---- |
| 227  | ↘190 |

### Половой состав
По данным Всероссийской переписи населения 2010 года в гендерной структуре населения мужчины составляли 48,4 %, женщины — соответственно 51,6 %.

### Национальный состав
Согласно результатам переписи 2002 года, в национальной структуре населения русские составляли 91 %.